# Estación de Foc
La estación de Foc del metro de Barcelona es servida por la Línea 10 del Metro de Barcelona, y en un futuro será un intercambiador con la Línea 2 del Metro de Barcelona. Está situada en el paseo de la Zona Franca, a la altura de la calle del Foc. Los dos accesos que dispone la estación, se sitúan en el paseo de la Zona Franca (uno a cada lado del paseo). La estación está equipada con ascensores y escaleras mecánicas. El pozo de acceso a los andenes es de 36 metros de profundidad y 26 metros de diámetro. La estación se abrió al público el 8 de septiembre de 2018.
| << cabecera                    | < estación                | línea  | estación > | cabecera >>           |
| ------------------------------ | ------------------------- | ------ | ---------- | --------------------- |
| Metro                          |                           |        |            |                       |
| Aeroport T1                    | Fira                      | (20??) | INEFC      | Badalona Pompeu Fabra |
| ZAL \| Riu Vell Pratenc (20??) | Zona Franca Motors (2028) |        | Foneria    | Collblanc Gorg        |